# Saint-Valérien, Vendée
Saint-Valérien este o comună în departamentul Vendée, Franța. În 2009 avea o populație de 484 de locuitori.

## Geografie
Râul Smagne bordează partea de nord a comunei.

## Alte articole
- Comunele departamentului Vendée
- Lista comunelor din Vendée